# SYM-2081
SYM-2081 je visoko selektivan agonist za kainatni receptor. Ovaj moćni agonist ima skoro 3.000 puta i 200 puta selektivnost za kainatne receptore u odnosu na AMPA i NMDA receptore, respektivno. S obzirom na njegovu potetnttnost i selektivnost, on je koristan ligand za proučavanje uloge kainatnih receptora u centralnom nervnom sistemu.

## Sinteza
SYM-2081 se može pripremiti enzimskom sintezom dijastereomerne smeše, ali je prinos ove reakcije mali. SYM-2081 se može proizvesti u obimu od više grama počevši od (S)-1-t-butoksikarbonil-5-t-butildifenilsilioksimetilpirolidin-2-ona i tretiranjem sa jednim ekvivalentom litijum bis(trimetilsilil)amida u tetrahidrofuranu (THF) na -78 °C. Dobijeni proizvod se pomeša sa viškom jodometana što je daje 4-metilovane proizvode i nešto neizreagovanog početnog materijala. Trans proizvod se prečišćava kolonskom hromatografijom. Zatim se proizvod kristalizuje pomoću heksana. Tetrabutilamonijum fluorid se koristi kao primarni alkohol za selektivno uklanjanje terc-butildifenilsililne (TBDPS) zaštitne grupe. Za oksidaciju alkohola koristi je Šarplesova procedura. Ovaj intermedijer se hidrolizuje litijum hidroksidom u vodenom rastvoru THF. Konačno, jedinjenje se tretira trifluorosirćetnom kiselinom (TFA) u dihlorometanu da se dobije (2S,4R)-4-metilglutaminska kiselina.

## Istraživanja
Istraživanja su pokazala da je postojanje metil grupe u SYM-2081 od suštinskog značaja za njegovu potentnost. SYM-2081 je 20 puta potentniji od svog (2R,4R) izomera i 1000 puta potentniji od svog (2S,4S) izomera.